# داون فرنچ
داون رما فرنچ (انگلیسی: Dawn Roma French؛ زادۀ ۱۱ اکتبر ۱۹۵۷) بازیگر، کمدین و نویسنده انگلیسی است. او بیشتر به موجب بازی و نویسندگی در مجموعۀ فرنچ و ساندرز (۲۰۰۷–۱۹۸۷) به همراه دوست و همراه دیرینه‌اش جنیفر ساندرز و ایفای نقش جرالدین گرنجر در مجموعۀ تلویزیونی کمدی موقعیت شبکۀ بی‌بی‌سی جانشین دیبلی (۲۰۲۰–۱۹۹۴) شناخته شده‌است. فرنچ تا کنون نامزد هفت جایزۀ تلویزیونی بفتا شده‌است و در ۲۰۰۹ به همراه ساندرز جایزۀ بفتا فلوشیپ را دریافت کرد.

## گزیدهٔ نقش‌آفرینی‌ها
- قصه‌گو (۱۹۸۸)
- جانشین دیبلی (۲۰۲۰–۱۹۹۴)
- ماجراهای پینوکیو (۱۹۹۶)
- دیوید کاپرفیلد (۱۹۹۹)
- شاید عزیزم (۲۰۰۰)
- هری پاتر و زندانی آزکابان (۲۰۰۴)
- سرگذشت نارنیا: شیر، کمد و جادوگر (۲۰۰۵)
- عشق و بلایای دیگر (۲۰۰۶)
- کورالاین (۲۰۰۹)
- مرگ بر روی نیل (۲۰۲۲)